# 原始斯拉夫語
原始斯拉夫语是现有斯拉夫语族的原始语，没有直接证实，由现存语言所重建，体现约公元前2世纪到公元6世纪的斯拉夫语言。原始斯拉夫语没有文字记载（因而称之为原始语），而是通过已证实的斯拉夫语言来重建的，重建过程采用比较法，同时也参考其他印欧语系的语言。
在原始斯拉夫语时期，斯拉夫语言演化迅速，且使用地区大规模扩张。在此时就已经出现方言分化，但直到10世纪（或更晚）各方言仍然保持互相理解性。原始斯拉夫语在此期间产生了许多音变并扩散到整个区域（通常呈均匀速度扩散）。因此，原始斯拉夫语很难采用传统的原始语的定义（如果要严格符合原始语的定义，需要将期间所有音变的结果看作是不同的子语言）。为了解决定义问题，斯拉夫学学者采用了共同斯拉夫语（英：Common Slavic）这个术语。
原始斯拉夫语/共同斯拉夫语可以分为三个时期：
- 早期，没有方言分化
- 中期，方言分化程度由轻到中
- 后期，方言分化显著

其中，具体哪些阶段应该归类于原始或共同斯拉夫语仍有争议。本文主要描述三个时期中的中期，即中期共同斯拉夫语（有时又称晚期原始斯拉夫语）。这个时期的斯拉夫语很大程度上没有经过直接证实，但其中一个变体已在古教会斯拉夫语的手稿中得到证实，使用于9世纪马其顿塞萨洛尼基（索伦）区域。

## 简介
原始斯拉夫语起源于原始波罗的-斯拉夫语（后者同时是波罗的语族的祖先，其语言包括立陶宛语和拉脱维亚语），属于印欧语系。在约公元5世纪到10世纪，原始斯拉夫语逐渐演变为各种斯拉夫语言，同时斯拉夫语的使用地区也爆炸性增长。 期间的历史分期尚未在学术界达成共识。
一种说法是分为三个时期：
- 早期原始斯拉夫语（－前1000）
- 中期原始斯拉夫语（前1000－1）
- 晚期原始斯拉夫语（1－600）

另一种说法是分为四个时期：
前斯拉夫语（约前1500－300）长期且稳定的演变期。期间韵律体系（例如声调、音区）的演变相对其他方面最为显著。
早期共同斯拉夫语，也简称早期斯拉夫语（约300－600）开始快速演变，但仍处于统一状态。 没有可重建的方言分化，可以看作是一个整个重建语言，严格符合原始语的定义。
中期共同斯拉夫语（约600－800）首次出现可测得的方言分化；持续上一个时期的快速音变；使用地区大规模扩张。虽然出现方言分化，但其中大部分的音变都有规律且相同。该时期结束时斯拉夫语中的元音和辅音已和现代的各斯拉夫语相似。因此，学术中对“原始斯拉夫语”的重建，以及“原始斯拉夫语”的词源词典通常都采用此时的发音。
晚期共同斯拉夫语（约800－1000，在基辅罗斯地区北部可能持续至约1150年）最后一个斯拉夫语可互通的时期（因而仍旧可以看作是一个语言）。大部分音变扩散至整个地区，但一些音变只在部分地区发生。:
本位主要描述中期共同斯拉夫语（如果有方言分化会额外说明），以及一些晚期斯拉夫语中非方言的音变。

## 符号

### 元音符号
| 母音            | 印歐語系/波羅的-斯拉夫語族 | 斯拉夫語族 |
| --------------- | -------------------------- | ---------- |
| 短闭前（前yer） | i                          | ĭ or ь     |
| 短闭后（后yer） | u                          | ŭ or ъ     |
| 短开前          | e                          | e          |
| 短开后          | a                          | o          |
| 长闭前          | ī                          | i          |
| 长闭后          | ū                          | y          |
| 长开前          | ē                          | ě          |
| 长开后          | ā                          | a          |

### 音韵标记
中、后期共同斯拉夫语采用以下上标表示元音的声调和长短，由塞尔维亚-克罗地亚语而来：
- 尖音符⟨á⟩：长升声调，源自波罗的-斯拉夫语的“尖音”。从中期共同斯拉夫语开始出现。
- 重音符⟨à⟩：短降声调，由长升演变而来，从晚期共同斯拉夫语开始出现。
- 反短音符⟨ȃ⟩：长降声调，源自波罗的-斯拉夫语“抑扬音”。晚期共同斯拉夫语中，短降声调的元音在部分的单音节中被拉长，但仍记作此符号。次级的抑扬音只在短元音（e, o, ь, ъ）且开音节（没有双流元音）中出现。
- 双重音⟨ȁ⟩：短降声调，源自波罗的-斯拉夫语“短音”。 原先所有非响音辅音前的元音都采用此声调，之后其中一部分延长（参考上文）。
- 波形符⟨ã⟩：通常是长升声调，代表晚期斯拉夫语的“新尖音”，一般很长，但在某些语言的某些音节类型中却很短。 源自部分情况下重音前移，一般发生于中期共同斯拉夫语中由 yer（*ь/ĭ 或 *ъ/ŭ）结尾的词。
- 长音符⟨ā⟩：长元音，没有特别的声调区分。 在中期共同斯拉夫语中，元音的长度是元音的一部分（*e、*o、*ь、*ъ 属于短音，其他元音属于长音），所以长音符在中期斯拉夫语中没有特殊含义（英语：Distinctive feature）。 而晚期共同斯拉夫语中发生了几次元音缩短和拉长，因而必须用长音符来标记长元音。

### 辅音符号
中期斯拉夫语的辅音如下（国际音标若异）：
|          |          | 唇音 | 舌冠音  | 硬腭音      | 软腭音 |
| -------- | -------- | ---- | ------- | ----------- | ------ |
| 鼻音     | 鼻音     | *m   | *n      | *ň (ɲ ~ nʲ) |        |
| 塞音     | 清       | *p   | *t      | *ť (tʲ )    | *k     |
| 塞音     | 浊       | *b   | *d      | *ď (dʲ)     | *g     |
| 塞擦音   | 清       |      | *c (t͡s) | *č (t͡ʃ)     |        |
| 塞擦音   | 浊       |      | *dz     | {*dž} (d͡ʒ)  |        |
| 擦音     | 清       |      | *s      | *š {*ś} (ʃ) | *x     |
| 擦音     | 浊       |      | *z      | *ž (ʒ)      |        |
| 颤音     | 颤音     |      | *r      | *ř (rʲ)     |        |
| 边近音   | 边近音   |      | *l      | *ľ (ʎ ~ lʲ) |        |
| 中央近音 | 中央近音 | *v   |         | *j          |        |